# りんくうパパラ

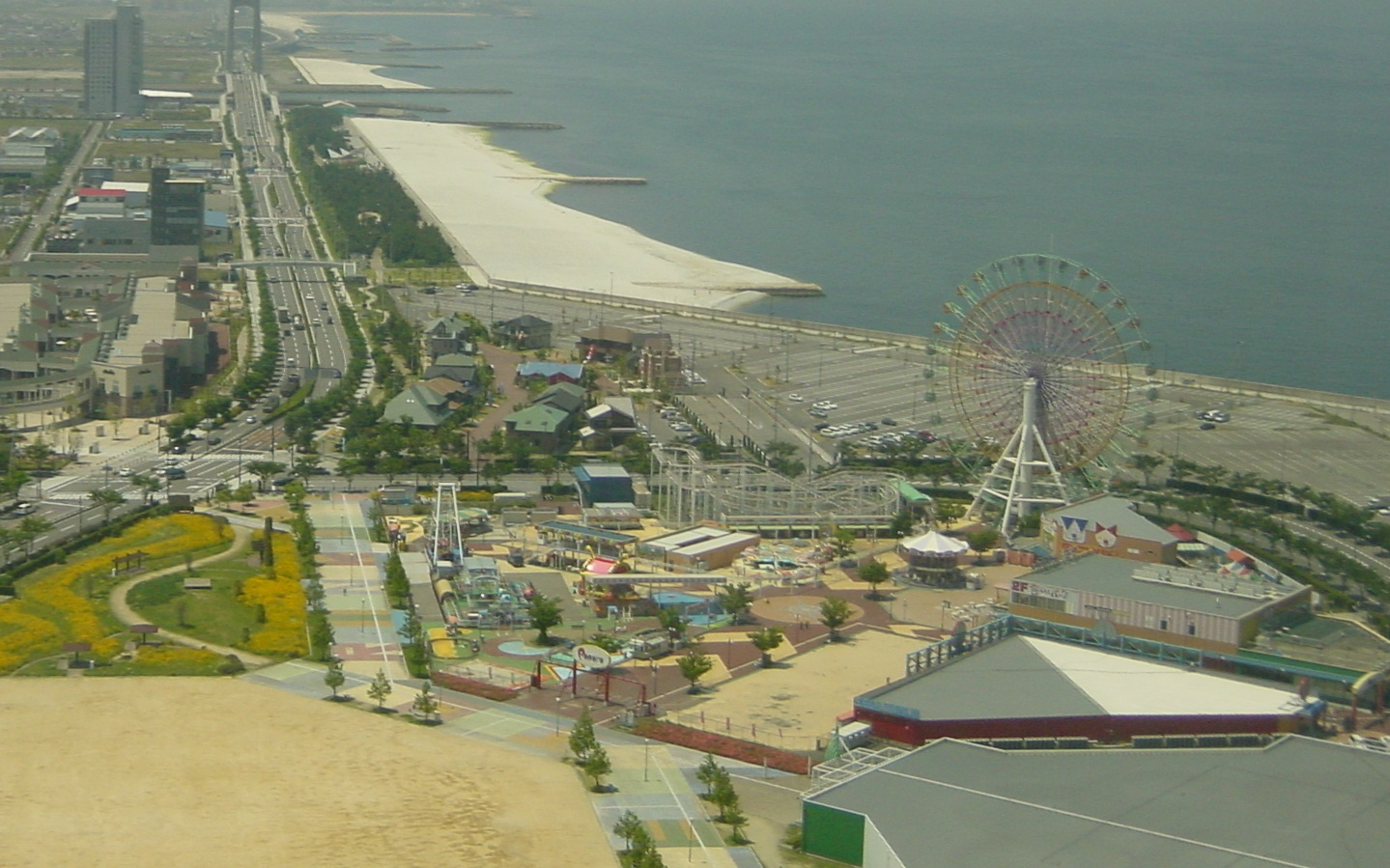
りんくうパパラ(2002年5月)撮影

りんくうパパラ (RINKU Papara) は、大阪府泉佐野市りんくう往来南地区（りんくうタウン駅南側）にかつて存在した約2.4ヘクタールの小さな遊園地。
りんくうタウン開発を手がける大阪府所管の第三セクターが保有する土地に、関西国際空港と同じ1994年（平成6年）9月に開業され、別法人（第三セクター）が運営していた。その後、1999年（平成11年）から十字屋（後年ダイエーに吸収）が新たに設立した事業会社「サトリア」に継承された。土地保有者の第三セクターとの定期借地契約の満了に伴い2004年（平成16年）10月末日で閉園した。

## 概要
園内には小規模なジェットコースターや高さ54メートルの観覧車など20種類のアトラクションの「ワンダーパーク」と、テント型のアミューズメントパーク（ゲームセンター）「セガワールドりんくう」、犬猫の屋内型小動物園「ふれあい ワンニャンランド」、雑貨小物店舗で構成されていた。
入場ゲート周辺には広大な広場があり、その周辺でフリーマーケットが毎週土日に催されていた。
ワンダーパークの入場料は無料で、アトラクションの搭乗毎に現金や回数券で支払うスタイルがとられた。

## 閉園

### 経緯
1994年（平成6年）の開業時は当初2ヶ月で100万人を超える入場者が訪れたが、年々入場者が落ち込み、1999年（平成11年）頃から（2001年からはUSJ開業の影響もあって）年間70 - 60万人台となっていた。
2004年（平成16年）に入り、借地の契約更新の過程で第三セクター（実質的に大阪府）側が同年11月より賃料の大幅値上げを要求した事により、運営会社のサトリア側はその値上げに見合う将来の来園者数の見通しがない等として、賃借契約を更新せずに同年10月末をもって全ての営業を終了し、閉鎖された。収入源を絶たれたサトリアは翌11月に破産手続を申請している。

### 閉園後
閉園後に建物は全て取り壊されたものの、以下のアトラクションは営業終了直前後に解体した上で名古屋に移送され、再構築と装飾のリメイクを施し、2005年日本国際博覧会ささしまサテライト会場デ・ラ・ファンタジアとポケパークのアトラクションとして開幕期間中、僅かながらも第2の人生を過ごした。また、ポケパークは、2006年6月から台湾でも展開し、世界各地で2010年まで展開していた。
- 大観覧車→ポケモン大観覧車
- ツインドラゴン→アルトマーレの観光船
- アイスランド→アイスランド（内部はほぼ変わらず・ポケパーク外に設置）

など。ちなみにポケパークでも入場料無料・アトラクション利用毎に（Edyで）支払うスタイルであった。
閉園した後もなお、入場門跡地周辺の広場でフリーマーケットなどが定期的に催されていたが、2005年（平成17年）11月に終了した。
2006年（平成18年）に大阪府企業局（当時）が実施した跡地の再開発コンペで、最優秀賞を得た大和ハウス工業の計画案で再開発に着手されることとなった。2007年（平成19年）に両者は跡地の20年間の借地契約を結び、同年5月に着工、12月8日にりんくうプレジャータウンSEACLEがオープンした。2階建てのショッピングセンターで、約80の飲食店や物販店・日帰り入浴施設などがテナントとして入居している。またランドマークとして高さ85mの大観覧車も新たに建設された。製造メーカーは泉陽興業である。